# Pawieł Ugłowski
Pawieł Fiodorowicz Ugłowski (ros. Павел Фёдорович Угловский, ur. 20 czerwca?/3 lipca 1902 we wsi Małyj Mieżnik w guberni mohylewskiej, zm. w lutym 1975 w Moskwie) – generał porucznik KGB.

## Życiorys
Urodzony w białoruskiej rodzinie chłopskiej, po ukończeniu 1920 szkoły został uczniem telegrafisty i telegrafistą kolejowym, później pracował w gospodarstwie rodziców. Od maja 1924 żołnierz Armii Czerwonej, dowódca oddziału i instruktor samodzielnej kompanii łączności 2 Dywizji Białoruskiej w Mińsku. Od czerwca 1926 żołnierz wojsk pogranicznych OGPU, od lutego 1927 członek WKP(b), od września 1929 kursant kijowskiej wojskowej szkoły łączności Armii Czerwonej, od grudnia 1930 instruktor i szef wydziału Zarządu Wojsk Pogranicznych i Wojsk Pełnomocnego Przedstawicielstwa OGPU, następnie Zarządu Wojsk Pogranicznych i Wewnętrznych NKWD Białoruskiej SRR. Od stycznia 1934 do stycznia 1935 słuchacz kursów akademickich przy Akademii Elektrotechnicznej im. Budionnego w Leningradzie, od czerwca 1936 szef wydziału technicznego 3 Pogranicznej Szkoły Łączności NKWD im. Mienżyńskiego, od 28 lipca 1936 kapitan, od lipca 1937 szef oddziału Wydziału Łączności Głównego Zarządu Wojsk Pogranicznych i Wewnętrznych NKWD ZSRR. Od marca 1938 do marca 1939 szef wydziału łączności sztabu Głównego Zarządu Wojsk Pogranicznych i Wewnętrznych NKWD ZSRR, 8 marca 1938 awansowany na majora, a 10 września 1938 na pułkownika, od marca 1939 do lutego 1943 szef wydziału łączności sztabu Głównego Zarządu Wojsk Pogranicznych NKWD ZSRR, 3 maja 1942 mianowany generałem majorem wojsk łączności. Od lutego do 10 czerwca 1943 szef Zarządu Łączności Głównego Zarządu Wojsk Wewnętrznych NKWD, od 10 czerwca 1943 do 26 sierpnia 1947 szef Zarządu Wojsk Łączności Rządowej WCz-łączności NKWD/MWD ZSRR, od 18 listopada 1944 generał porucznik wojsk łączności, od 26 sierpnia 1947 do marca 1953 szef Zarządu Wojsk Łączności Rządowej. Od marca do maja 1953 szef Zarządu Sekcji Łączności Rządowej Głównego Zarządu Ochrony Wewnętrznej MWD ZSRR, od 9 maja 1953 do 29 marca 1954 zastępca szefa Głównego Zarządu Ochrony Wewnętrznej MWD ZSRR, od marca do września 1954 szef Zarządu Sekcji Łączności WCz Głównego Zarządu Ochrony Wewnętrznej i Konwojowej, później p.o. szefa i szef Wydziału Wojsk Łączności Rządowej WCz KGB ZSRR (od października 1954 do 20 sierpnia 1959), od sierpnia 1954 na emeryturze.

## Odznaczenia
- Order Lenina (20 lipca 1949)
- Order Czerwonego Sztandaru Pracy (trzykrotnie - 22 sierpnia 1944, 3 listopada 1944 i 5 listopada 1954)
- Order Suworowa II klasy (10 czerwca 1945)
- Order Kutuzowa II klasy (8 marca 1944)
- Order Wojny Ojczyźnianej I klasy (24 lutego 1945)
- Order Czerwonej Gwiazdy (14 kwietnia 1943)
- Odznaka "Zasłużony Funkcjonariusz NKWD" (15 lutego 1941)
- Medal za Wyzwolenie Korei (Korea Północna)

I 8 medali.